# Яворовский район
Я́воровский райо́н (укр. Яворівський район) — административная единица Львовской области Украины. Административный центр — город Яворов.

## География
Район находится на западе области. Площадь района (в старых границах до 2020 года) составляла 1548 км².
Западная часть района — равнинная, а восточная принадлежит к Растоцкому географическому региону Растоцко-Опольской лесостепной физико-географической области. Средняя высота расположения населённых пунктов, которые размещены в лесостепной зоне, составляет приблизительно 280 метров над уровнем моря. Четверть общей площади района занимает Яворовский военный полигон.
Основу природно-ресурсного потенциала Яворовщины составляют:
- Земельные ресурсы. Сельскохозяйственные угодья занимают 66,3 тыс.га (42,8 % от всей территории), из них пашня — 42,1 тыс.га следующих типов почв: дерново-подзолистые, подзолисто-терновые, песчаные, супесчаные, глееватые и оподзоленные чернозёмы.
- Естественно-рекреационные. Богатство минеральных вод с лечебными свойствами типа «Нафтуся», Миргородская (Анна), которые сосредоточены в районе поселков Шкло и Немиров и естественных лечебных веществ (пелоидов) оказывали содействие созданию в этих местах санаториев «Немиров» и «Шкло».
- Полезные ископаемые. Собственные полезные ископаемые: сера природная (непосредственно под разработкой серного месторождения находится 23 км² земель), нефть (месторождение Кохановской нефти, запасы которой при существующей технологии добычи составляют до 1 млн тонн, геологические запасы — до 10 млн тонн. Кохановская нефть является типично трудной, термолабильной и при температуре выше 2500С разлагается с выделением сероводорода), газ (залежи Вижомлянского и Свидницкого месторождений, на которые проводится работа по оценке и возможности освоения этих месторождений. Геологические запасы газа — 1.5 млрд м³), строительные известняки, песок, керамзитовые глины и гипс.
- Водные. На водохранилища приходится 4,7 тыс. га (3 % всей территории района).
- Лес. Территория лесов — 52 тыс. га, что составляет 33,6 % к общей площади.
- Заповедные зоны. Имеющиеся материально-технические ресурсы заповедника «Расточье» и Национального природного парка «Яворовский» дают возможность использовать фитотерапевтические формы оздоровления и лечение людей.

## История
Яворовский район был создан в 1940 году. Его границы стабилизировались к 1964 году и не менялись до 2020 года.
17 июля 2020 года в результате административно-территориальной реформы район был укрупнён, в его состав вошли территории:
- Яворовского района (кроме Рясно-Русского сельского совета),
- Мостисского района,
- город областного значения Яворов.

## Население
Численность населения района — 179 219 (2021).
Численность населения района в границах до 17 июля 2020 года по состоянию на 1 января 2020 года — 126 115 человека, из них городского населения — 59 763 человека, сельского — 66 352 человека.
По результатам всеукраинской переписи населения 2001 года в районе проживало 123,3 тысяч человек (101,6 % по отношению к переписи 1989 года), из них украинцев — 121,6 тысяч человек (98,6 %), русских — 1,3 тысяч человек (1,1 % от всего населения) и поляков — 0,1 тысяч человек (0,1 %).

## Административное устройство
Район в укрупнённых границах с 17 июля 2020 года делится на 6 территориальных общин (громад), в том числе 4 городские, 1 поселковую и 1 сельскую общину (в скобках — их административные центры):
- Городские:
  - Яворовская городская община (город Яворов),
  - Мостисская городская община (город Мостиска),
  - Новояворовская городская община (город Новояворовск),
  - Судововишнянская городская община (город Судовая Вишня);
- Поселковые:
  - Ивано-Франковская поселковая община (посёлок Ивано-Франково);
- Сельские:
  - Шегининская сельская община (село Шегини).

В границах до 17 июля 2020 года район включал 2 города (Яворов и Новояворовск), 4 поселка городского типа (Немиров, Краковец, Шкло и Ивано-Франково) и 132 сельских населенных пункта (31 сельский совет).

## Экономика
Удобное географическое положение, благоприятный климат, богатые природные ресурсы и целебные минеральные источники предоставляют району возможности в экономическом развитии.
Экономико-географическое положение района характеризуется как пограничная территория. Непосредственное соседство с развитыми районами Львовской области и с уездами Польши, а также транспортные потоки, пересекающие район, повышают его экономический потенциал, который в значительной мере компенсирует современную периферийность местонахождения.
Яворовский район — один из наибольших по величине и промышленному потенциалу регион Львовской области. Наличие собственных полезных ископаемых; сеть автомобильных путей и железных дорог международного значения, высокий уровень урбанизации — создают условия для развития промышленности и участия в государственном и международном разделении труда.
В районе развиты пищевая, легкая, химическая, деревообрабатывающая, издательская, машиностроительная области промышленности и производство строительных материалов. Благодаря функционированию с 1999 года Закона Украины «Про специальную экономическую зону „Яворов“» внедряются новые производственные области, возрастает экспортный потенциал района.